# Cycle évanescent
En mathématiques, les cycles évanescents sont les cycles d'homologie d'une fibre lisse dans une famille qui s'annulent dans la fibre singulière. Ils interviennent en théorie des singularités et ailleurs en géométrie algébrique.
Soit par exemple une application d'une surface complexe connexe dans la droite projective complexe, une fibre générique est une surface de Riemann lisse d'un genre fixe g. Il y a des points isolés au but dont les pré-images sont des courbes nodales. Si l'on considère une valeur critique isolée et un petit lacet autour d'elle, dans chaque fibre, on peut trouver un lacet lisse telle que la fibre singulière peut être obtenue en « pinçant » cette boucle jusqu'à un point. Le lacet dans les fibres lisses donne un élément du premier groupe d'homologie d'une surface, et la monodromie de la valeur critique est définie comme étant la monodromie de la première homologie des fibres lors du parcours du lacet, c'est-à-dire une application inversible de la première homologie d'une surface (réelle) du genre g.
Un résultat classique est la formule de Picard-Lefschetz, détaillant comment la monodromie autour de la fibre singulière agit sur les cycles évanescents.
La théorie géométrique classique de Solomon Lefschetz a été reformulée en termes purement algébriques dans SGA 7. Elle fut développée en vue d'applications en cohomologie l-adique et aux conjectures de Weil.
Plus récemment, la théorie est reformulée à l'aide des catégories dérivées. Cette formulation a eu une influence continue, en particulier dans la théorie des D-modules.